# Der zweite Frühling (1975)
Der zweite Frühling ist ein deutscher Spielfilm aus dem Jahre 1975 von Ulli Lommel über eine amour fou mit Curd Jürgens in der Hauptrolle.

## Handlung
Der einst erfolgreiche Buchautor und heutige Bonvivant Fox hat vieles erreicht in seinem Leben und residiert in noblem Ambiente in Rom. Vom einstigen Ruhm ist dem Palazzo-Residenten nicht viel geblieben; jetzt verdingt sich Fox als Klatschkolumnist bei einer Postille namens „Daily American“. Nach überstandener, schwerer Krankheit erlebt er kurz vor seinem 60. Geburtstag seinen zweiten Frühling und beschließt, zu heiraten. Die Auserwählte, seine einstige Krankenschwester Gertrud, ist ein paar Jahrzehnte jünger als er, eine sinnliche, kultivierte Erscheinung bis in die Fingerspitzen und von begehrenswerter Schönheit. Rasch gerät der alternde Don Juan in die alten Fahrwasser seiner früheren Gewohnheiten; seine einst in vollen Zügen ausgelebten, sexuellen Ausschweifung wecken die nicht minder animalischen Instinkte in der jungen Frau, bis sie schließlich ein erotisches Spiel beginnt, das sie bis zur grausamen Eskalation und Fox an den Rande der psychischen Erschöpfung treibt.
Gertrud gewinnt frühzeitig die Herrschaft über den ihr verfallenen Neu-Gatten. Die langmähnige Blondine beginnt erotische (Doppel-)Spielchen zu spielen, bedient bei lesbischen Intermezzi in der Wanne auch den Voyeurismus ihres Neugatten und vergiftet aus Eifersucht ganz en passant Fox’ Dogge, da sie vermutet, dass der Hund seine einzige wahre Liebe sei. Fox wie Gertrud müssen bald erkennen, dass beide überstürzt in diese Ehe hineingeschlittert sind und weder sie von dem erotisch rasch erschöpften Gatten die geforderte Befriedigung erhalten noch er mit ihr seine verloren gegangene Jugend zurückholen kann. Bald reagiert Gertrud auf die verzweifelten und bisweilen hilflosen Avancen ihres Mannes immer abweisender, geht ihrer eigenen Wege und beginnt, ihren Mann mit Verachtung zu strafen. Diese gipfeln in Demütigungen und sexuellen Ausschweifungen. Trotz eines Versuchs, sich der Eheschlange zu entledigen, bleibt der alte Mann seiner Frau hörig. Diese aber demütigt ihn im Finale auf besonders perfide Weise, als sie sich vor seinen Augen mit einem Rocker vergnügt, worauf Fox an einem Herzinfarkt stirbt.

## Produktionsnotizen
Der zweite Frühling entstand im Frühjahr 1975 in Rom. Der Film passierte die FSK-Prüfung am 4. Juli 1975 und wurde am 11. September desselben Jahres uraufgeführt.

## Kritiken
Die Kritiken fielen zwiespältig bis sehr schlecht aus. Bemängelt wurde die voyeuristische Machart des Streifens, eine Altherrenattitüde in Sachen Sex und die bisweilen sehr ordinäre Sprache.

„Der beste schlechte Film der Saison. Dieses pornographische Trivialfilmchen mit Curd Jürgens in der Hauptrolle, das auf der Mode-Welle der morbiden Kinoerotik daherkommt, erzählt mehr über den kurrenten Zelluloid-Zeitgeist als so manches angestrengte, glanzvollere Kunstprodukt. (…) Lommels groteskes Jürgens-Erotikon ist bloß der krude Bodensatz der intellektuellen Creme — und dabei, mehr als diese, ein Ausbund von Ehrlichkeit. Lommel … hat Roms Dekadenz-Szene observiert, deren Hofregisseure von Antonioni bis Visconti beklaut und daraus eine schwermütige Kolportage zum traditionsreichen Kinothema "Der alte Mann und das Mädchen" fabriziert. Ohne gesellschaftskritische Botschaft und psychoanalytisches Küchenlatein kommt heute auch ein Trivialfilm nicht mehr aus — so beschwört selbst dieser "Zweite Frühling" frivol Endzeitstimmung und beraunt Krise, Lebensüberdruß und Sexualhysterie. (…) Zum Ausklang singt Eddie Constantine in der Rolle eines verkrachten amerikanischen Entertainers mit Mühe und Herz ein melancholisches Lied. Soviel unverhüllter Altherren-Exhibitionismus, das hat schon Größe.“

„Peinliche Groschenheft-Geschichte mit spekulativen Sexeinlagen; ohne psychologische Dimension, auch handwerklich miserabel.“

„…schmierige(n) Altherren-Phantasie.“